# Бамбузіна
Бамбузіна (Bambusina) — рід харових водоростей родини десмідієві (Desmidiaceae).

## Поширення
Рід поширений на всіх материках, крім Антарктиди. В Україні трапляється лише один вид — бамбузіна Бребіссона (Bambusina brebissonii). Бамбузіни ростуть в болотних басейнах, в балках і канавах сфагнових боліт.

## Опис
Бамбузіни утворюють нерозгалужені нитки з ряду клітин. Клітини мають коротку циліндричну форму і розширені, утворюючи кільце посередині. Його перешийок неглибоко надрізаний. Клітина складається з двох симетричних трапецієподібних половин, ядро клітини центральне, в кожній половині клітини є осьовий хлоропласт з піреноїдним і поздовжнім гребнями. На поверхні центрального кільця розташовані ряди бородавчастих структур. Зростання відбувається шляхом поділу клітини всередині нитки. Одна половина клітинної стінки збережена, друга — новоутворена.
Нестатеве розмноження відбувається шляхом росту нитки. Нитки легко розпадаються. Статеве розмноження відбувається шляхом кон'югації. Зиготи овальні, їхня стінка гладка.

## Види
- Bambusina borreri
- Bambusina brebissonii
- Bambusina delicatissima
- Bambusina moniliformis